# سوکولوفکا (شهرستان کوروچانسکی، استان بلگورود)
سوکولوفکا (انگلیسی: Sokolovka, Korochansky District, Belgorod Oblast) یک شهرک در بخش کوروچانسکی استان بلگورود کشور روسیه است.